# Discos censurados en España
Durante el régimen del general Franco la censura afectó a todos los medios de comunicación, y son muy conocidos los ejemplos en cine o literatura. La música popular también fue objeto de atención por parte de la censura, y los músicos españoles se veían obligados a presentar las letras de sus canciones antes de que el disco fuera publicado. Son conocidos los problemas por los que pasaron artistas españoles más o menos situados en la oposición al régimen como Raimon, Lluís Llach, Joan Manuel Serrat o Víctor Manuel. Pero la censura no sólo se fijaba en las canciones y discos de artistas españoles. Los discos producidos en otros países también pasaban por ese filtro, siendo numerosos los casos de discos prohibidos o modificados. A continuación se indican algunos ejemplos:

## Discos prohibidos y no publicados en España
- Blind Faith (Blind Faith) - Aparentemente por su portada que incluía una adolescente mostrando el pecho.
- Aqualung (Jethro Tull) - Temática religiosa.
- Aladdin Sane (David Bowie) - Temática sexual. La censura quiso que se eliminaran algunas canciones, curiosamente una de ellas, Let's Spend The Night Together, ya había sido publicada en España en la versión original de The Rolling Stones. David Bowie se negó y el disco sólo se publicó en España después de la muerte del general Franco.
- Zuma (Neil Young) - Temática patriótica. La censura no permitió la publicación del disco debido a que contenía la canción "Cortez The Killer" que hacía referencia a las matanzas realizadas en México por Hernán Cortés. Se publicó posteriormente.

## Discos modificados
- American Pie (Don McLean) - En la última estrofa el verso "The Father, Son and Holy Ghost" (el Padre, el Hijo, y el Espíritu Santo) fue reemplazada por un pitido.
- Who's Next (The Who) - Se sustituyó la portada original en la que se veía al grupo descendiendo de un pequeño montículo en el que había un gran bloque de hormigón que mostraba lo que parecían marcas de haber orinado, por una foto de un concierto del grupo. También se eliminaron dos canciones (Love Ain't For Keeping, por temática sexual y Won't Get Fooled Again por temática política).
- Quadrophenia (The Who) - En una de las fotografías del cuadernillo interior, se cubrieron los desnudos femeninos dibujando sobre ellos unos bañadores con trazo grueso. También se eliminó la canción Dr. Jimmy por su contenido sexual.
- Berlín (Lou Reed) - Se eliminó la canción The Kids por su contenido sexual, también se alteró el orden de algunas canciones.
- Rock 'n' Roll Animal (Lou Reed) - Se eliminó la canción Heroin por su temática sobre drogas, y se reemplazó por canciones publicadas en el álbum Transformer.
- E.C. Was Here (Eric Clapton) - La portada representaba un torso completamente desnudo de mujer sobre el que destacaba "E.C. Was Here" a modo de pintada. Un "close up" de la foto eliminó por completo el contenido sexual de la misma.
- Sticky Fingers (The Rolling Stones) - Se cambió la portada original sustituyendo la foto de la parte frontal de un pantalón vaquero con una cremallera de verdad que se abría, por una foto con unos dedos saliendo de una lata. También se sustituyó la canción Sister Morphine por su temática de drogas, reemplazándola por Let It Rock.
- B.S.O. "Bilitis" - Temática sexual. Se cambió la portada original en la que se veían los pechos de una mujer por otra fotografía más acorde con la moral de la época.
- Beatles 1967-1970 - Se eliminó la canción The Ballad Of John And Yoko debido a la referencia que hace acerca de la boda de ambos en Gibraltar en 1969 y fue sustituida por One After 909.
- We're an American Band (Grand Funk Railroad) - En una de las fotografías del álbum en la que aparecían los integrantes de la banda sentados en un pajar y aparentemente desnudos, se les pintaron las caderas con lo que parecían ser unos slips de color azul.

- Datos: Q5808291